# Jakub Ludwik Flatau

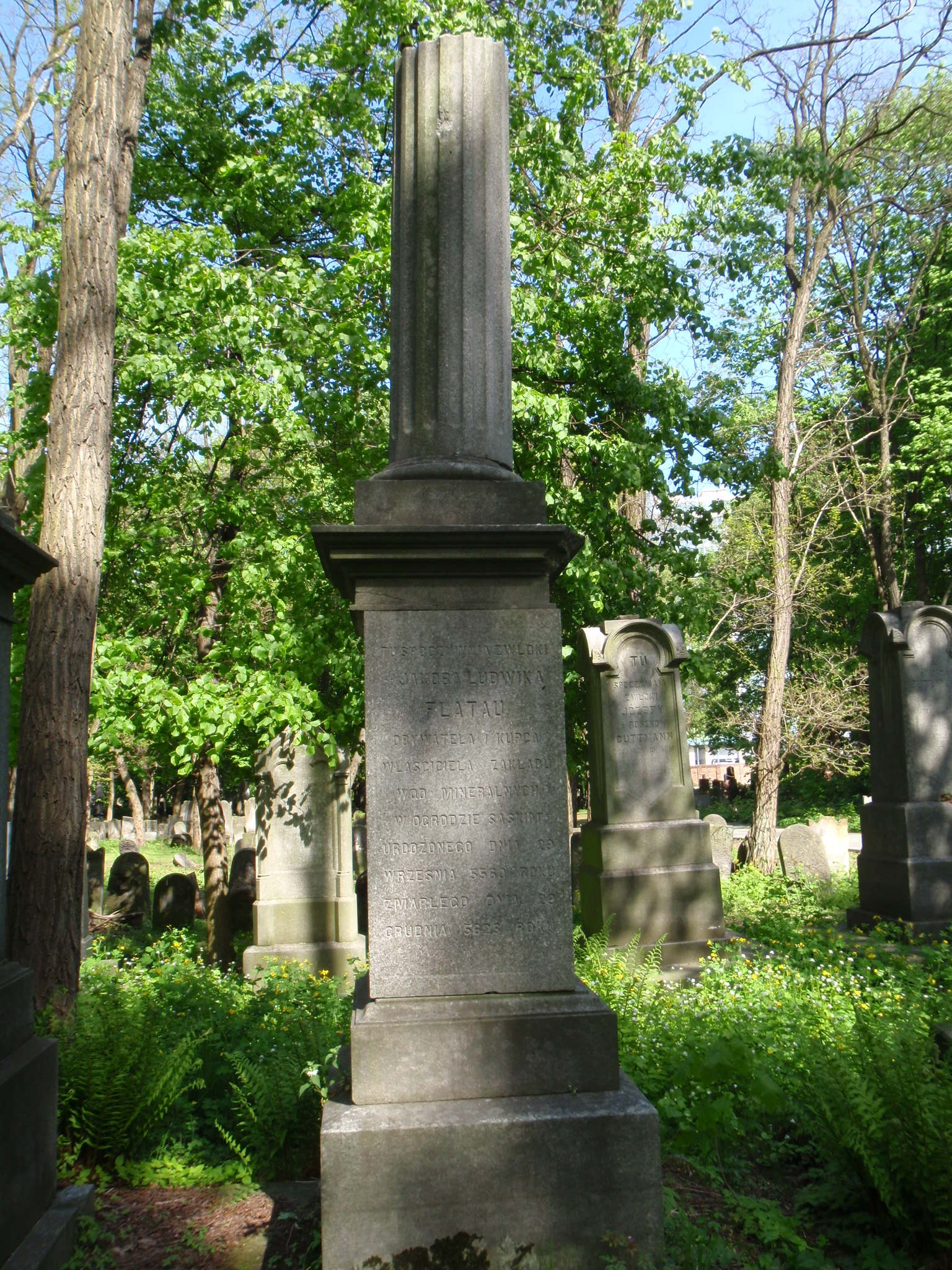
Grób Jakuba Ludwika Flataua na cmentarzu żydowskim w Warszawie

Jakub Ludwik Flatau (ur. 29 września 1800 w Warszawie, zm. 28 grudnia 1862 w Warszawie) – polski kupiec żydowskiego pochodzenia.
Urodził się w Warszawie w rodzinie żydowskiej, jako syn kupca Szymona Jakuba Flataua (1753–1847) i Róży z domu Meyer (1761–1824). Był obywatelem miasta Warszawy. Wsławił się założeniem w 1846 Instytutu Wód Mineralnych w Ogrodzie Saskim w Warszawie. Był właścicielem nieruchomości w Warszawie.
Był żonaty z Rozalią z domu Bernstein (1807–1867). Jego bratem był kupiec Majer Szymon Flatau, zaś bratankiem Aleksander Flatau, kupiec i filantrop. 
Zmarł i został pochowany w Warszawie na cmentarzu żydowskim przy ulicy Okopowej (kwatera 20).